# Cezaro Rossetti
Pour les articles homonymes, voir Rossetti.
Cezaro Rossetti (1901-1950) est un écrivain espérantiste écossais, né à Glasgow au sein d'une famille originaire du Tessin et qui vécut l'essentiel de sa vie en Grande-Bretagne.

## Biographie
Son unique roman Kredu Min, Sinjorino! (1950), largement autobiographique, s'inspire de ses expériences de marchand itinérant et est généralement considéré comme un des plus importants romans écrits en espéranto.
Cezaro Rossetti était le frère du poète Reto Mario Rossetti (1909-1994), avec qui on le confond parfois.